# 李新 (1923年)
李新（1923年6月—），河北卢龙人，中华人民共和国珠算学家。

## 生平
1944年，李新加入八路军，之后担任卢龙县税务局局长。1949年，随解放军南下，参与攻克湖北武汉的战役。1949年12月，随部队参加两广战役，并分配到宾阳税务局局长。1950年，由广西省政府主席张云逸任命，出任桂林税务局副局长。1957年，担任桂林城建局副局长。1963年，对当时算法进行改革。1964年初，撰写《珠算改革》。1978年，撰写《珠算多位数乘除速算》。文化大革命期间，受到冲击、送到五七干校。由于当时广西文革屠杀严重，经济萧条。1972年8月，李新被召回，到桂林市财政局出任分管财务税收建行的副局长。
1978年12月，李新发起和主持桂林珠算座谈会，从而导致建立中国珠算协会筹委会，1979年10月，在河北秦皇岛成立中国珠算协会，他出任中国珠算协会一、二届副会长兼秘书长。同年1979年7月11日，在南宁召开了成立大会，选举产生了由31名理事组成的广西珠算协会首届理事会，李新担任理事长。他著有《新编珠算法》、《正负珠算法》、《正负珠心算》。